# Полевое отделение ФБР в Буффало

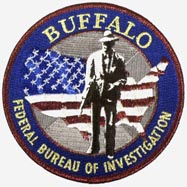
Эмблема полевого отделения

Полевое отделение Федерального бюро расследований в Буффало (англ. FBI Buffalo Field Office) является одним из 56 полевых отделений Федерального бюро расследований, находится в Буффало, штат Нью-Йорк, США.
Полевое отделение в Буффало отвечает за регион Западного Нью-Йорка. Под его юрисдикцией находятся 17 округов штата Нью-Йорк:
1. Аллегейни,
2. Вайоминг,
3. Дженеси,
4. Йейтс,
5. Каттарогус,
6. Ливингстон,
7. Монро,
8. Ниагара,
9. Онтэрио,
10. Орлинс,
11. Сенека,
12. Скайлер,
13. Стьюбен,
14. Уэйн,
15. Шатокуа,
16. Шеманг,
17. Эри.